# Höningen (Köln-Rondorf)
Höningen ist eine Ortschaft im Süden von Köln.

## Lage
Wie die beiden Ortschaften Giesdorf und Hochkirchen, gehört auch Höningen aufgrund seiner geringen Einwohnerzahl administrativ zum Kölner Stadtteil Rondorf im Stadtbezirk Rodenkirchen.
Im Westen grenzt Höningen an den Kölner Güterbahnhof Eifeltor, das Industriegebiet Konraderhöhe und den zur Stadt Hürth gehörenden Stadtteil Kalscheuren, im Süden an den Kölner Stadtteil Meschenich, im Osten an den Kern des Kölner Stadtteils Rondorf sowie im Norden jenseits der Bundesautobahn 4 an die Kölner Stadtteile Zollstock und Raderthal.
Neben einem reinen Wohngebiet mit Einfamilienhäusern, einigen wenigen landwirtschaftlichen Höfen und einer Reihe von kleineren Gewerbebauten, machen einen Großteil des zu Höningen zählenden Gebietes seit 1960 organisierte Kleingärtneranlagen aus, die unmittelbar an den Kölner Grüngürtel grenzen. Im Süden von Höningen liegen darüber hinaus das Gestüt Konraderhof und die Friedhofsanlage Steinneuerhof.
Aufgrund der entlang der Bundesstraße 51 herrschenden Straßenprostitution nördlich von Höningen, ist das gesamte Gebiet der Ortschaft samt umliegender Areale als Sperrbezirk ausgewiesen.
In Höningen existiert bei 50° 52′ 59″ N, 6° 55′ 59″ O ein 110 kV-Umspannwerk, welches von einer nur aus drei Masten bestehenden zweikreisigen Freileitung gespeist wird.

## Geschichte
Bereits während der Römerzeit lebten im heutigen Höningen dauerhaft Menschen, wie Funde eines Landhauses samt Gräbern belegen. Entlang der alten Heerstraße, die durch die heutigen Stadtteile Zollstock und Raderthal in die Kölner Innenstadt führte, entwickelte sich später während der Frankenzeit ein Weiler mit mehreren Landgütern. Dieser lag damals jedoch im Bereich des heutigen Kölner Grüngürtels, nördlich der heutigen Bundesautobahn 4.
Urkundlich erwähnt wurde Höningen erstmals 941, als das Kölner Erzbistum an das Sankt-Cäcilien-Stift Ackerland in der Ortschaft schenkte. Um 1880 bestand Höningen, der Rondorfer Bürgermeisterei im Kölner Landkreis zugehörig, aus dem Schiffhof am Leichweg, dem Kaimersgut und dem Essershof an der Brühler Landstraße sowie der Engelsschmiede an der Militärringstraße.
2008 entstand an der Husarenstraße zwischen Höningen und Rondorf das erste britische Internat auf deutschem Boden.